# Katherine Villiers, Duchess of Buckingham

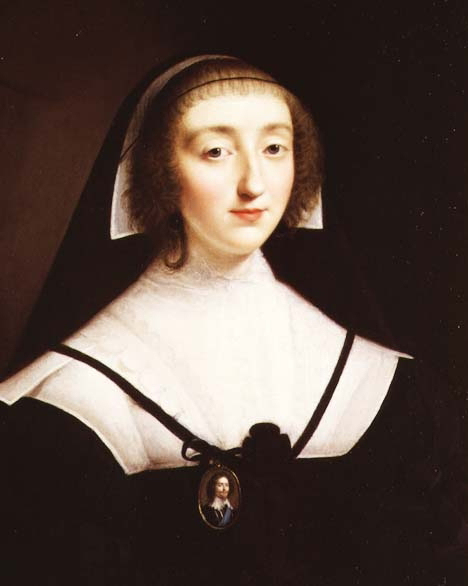
Katherine Villiers in Trauerkleidung nach der Ermordung ihres ersten Gatten

Katherine Villiers, Duchess of Buckingham, 18. Baroness de Ros (geborene Manners, * 1603; † Oktober 1649 in Waterford, County Waterford) war eine englische Peeress.

## Leben
Sie war die einzige Tochter und das einzige überlebende Kind des Francis Manners, 6. Earl of Rutland aus dessen erster Ehe mit Frances Knyvett.
Gegen den Willen ihres Vaters heiratete sie am 16. Mai 1620 George Villiers, 1. Marquess of Buckingham. Als dessen Gattin führte sie den Höflichkeitstitel Marchioness of Buckingham. Seit ihr Gatte am 18. Mai 1623 zum Duke of Buckingham erhoben wurde, führte sie den Höflichkeitstitel Duchess of Buckingham. Mit Villiers hatte sie vier Kinder:
- Charles Villiers, Earl of Coventry (1625–1627);
- George Villiers, 2. Duke of Buckingham (1628–1687);
- Lord Francis Villiers (postum * 1628; gefallen 1648);
- Lady Mary Villiers (1622–1685), ⚭ (1) 1634 Sir Charles Herbert, ⚭ (2) James Stewart, 4. Duke of Lennox, ⚭ (3) Colonel Thomas Howard.

Nachdem ihr erster Gatte am 23. August 1628 ermordet war, heiratete sie spätestens am 12. April 1635 in zweiter Ehe den irischen Adligen Randal MacDonnell, 2. Earl of Antrim (1609–1682). Sie führte daraufhin den Höflichkeitstitel Countess of Antrim. Während der irischen Konföderationskriege engagierte sie sich insbesondere in den Jahren 1642 und 1643 auf Seiten der irischen katholischen Rebellen. Seit ihr Gatte am 26. Januar 1645 zum Marquess of Antrim erhoben wurde, führte sie den Höflichkeitstitel Marchioness of Antrim. Die Ehe mit MacDonnell blieb kinderlos.
Beim Tod ihres Vaters erbte sie am 17. Dezember 1632 dessen umfangreiche Besitzungen und den nachgeordneten Adelstitel als 18. Baroness de Ros, der im Gegensatz zu dessen übrigen Titeln auch in weiblicher Linie vererbbar ist.
Als sie 1649 starb, erbte ihr Sohn George Villiers, 2. Duke of Buckingham, ihren Adelstitel als 19. Baron de Ros. Dieser stand im Englischen Bürgerkrieg auf Seiten der Royalisten, musste ins Exil nach Flandern fliehen und gelangte erst 1663 nach der Stuart-Restauration in den Besitz der Ländereien seiner Mutter.